# Un pis a l'Eixample
Un pis al Ensanche (Un pis a l'Eixample, en català normatiu) és una comèdia en 1 acte i en prosa, original de Josep Feliu i Codina, estrenada al teatre Romea, la nit del 21 d'octubre de 1886. La primera edició es va fer el 1887 i tenia 33 pàgines.

## Repartiment de l'estrena
- Donya Guadalupe: Carme Parreño[3]
- Senyor Feliu: Lleó Fontova[3]
- Carreres: Joan Isern[3]
- Senyor Font: Ramon Valls[3]
- Josep: Fèlix Baró[3]